# Иркутский государственный медицинский университет
Иркутский государственный медицинский университет (ИГМУ) — федеральное государственное бюджетное образовательное учреждение высшего профессионального образования «Иркутский государственный медицинский университет» Министерства здравоохранения Российской Федерации.

## История ИГМУ
Иркутский государственный медицинский университет является первенцем высшего медицинского образования на Востоке России и одним из старейших высших учебных заведений Сибири. 26 августа 1919 года было открыто медицинское отделение при физико-математическом факультете Иркутского (Восточно-Сибирского) университета. 20 января 1920 года медицинское отделение выделилось в самостоятельную учебно-административную единицу — медицинский факультет Иркутского университета. В силу целого ряда обстоятельств, традиционно сложилась дата годовщины университета — 27 октября 1919 года.
Организаторами были старые русские интеллигенты, по существу, элита Казанской медицинской школы. У колыбели ИГМУ мы видим профессора Н. Д. Бушмакина — крупнейшего анатома и организатора — он был ректором университета и первым ректором Хабаровского медицинского института, профессора Н. Т. Шевякова — биолога с мировым именем, профессора Н. Т. Синакевича — хирурга первой руки, профессора В. А. Донского — с приездом которого начался музей патологии, профессоров А. Д. Сперанского, Н. Н. Топоркова, профессоров М. С. и А. С. Малиновских и других. Их было немного, всего 15 профессоров к началу 1921 года. Но эти люди вписали прекрасную страницу в нашу историю и заложили фундамент традиций, без которых университет не мог состояться.
В 1929 году в стране начала проводиться коренная перестройка высшего образования. Вузы из системы Наркомпроса переводились в отраслевые наркоматы. К этому времени и на медфаке назрела и внутренняя необходимость преобразования в самостоятельную единицу. По этой причине весной 1930 года медицинский факультет Иркутского университета выделился в самостоятельный институт и перешёл в ведение Наркомздрава.
В 1930 году при институте был открыт санитарно-гигиенический факультет, просуществовавший в тот период 5 лет и давший в 1935 году первый выпуск врачей в количестве 44 специалистов. Вновь этот факультет был открыт в 1939 году. В 1930 году был открыт рабочий факультет, в 1931 году — вечерний факультет для лиц, имеющих среднее медицинское образование и желающих продолжить обучение без отрыва от производства. Этот факультет также просуществовал до 1935 года. В 1936 году институту предоставили право защиты диссертаций на учёную степень кандидата медицинских и биологических наук.
В 1952 году в ИГМИ был открыт стоматологический факультет. Он образован из Иркутского стоматологического института, в организации и деятельности которого медицинский институт на протяжении многих лет принимал самое активное участие. В 1982 году был открыт педиатрический факультет.
В 1992 году Иркутский государственный медицинский институт прошёл государственную аттестацию по оценке качества подготовки специалистов, проведённую государственной инспекцией по аттестации учебных заведений Госкомитета РФ по высшему образованию. По заключению учебно-методического объединения по медицинскому образованию в вузе реализуется университетский принцип образования. Таким образом, весь комплекс качеств и характеристик сделал возможным переход медицинского института (в мае 1995 года) в новое качественное состояние — медицинский университет.
С 1994 года ИГМУ издаёт журналы «Сибирский медицинский журнал (Иркутск)» (правопреемник «Иркутского медицинского журнала»), «Журнал инфекционной патологии» и «Здоровье детей Сибири», с 2008 года — «Альманах сестринского дела», с 2012 года - "Системы менеджмента качества: опыт и перспективы". В 1996 году в университете открыт факультет довузовской подготовки, который с 2008 года переименован в центр довузовской подготовки, в 1997 году — факультет повышения квалификации и профессиональной переподготовки специалистов, в 2004 году — факультет «Менеджмент в здравоохранении, медицинское право, медицинская биохимия», ведущий обучение по специальностям «сестринское дело», «медицинская биохимия», а также на этапе последипломной подготовки — по медицинскому праву. В ИГМУ трудится более 100 профессоров и докторов наук, около 300 кандидатов наук, 2 академика РАН, 2 член-корреспондента РАН и более 90 членов общественных академий, 4 заслуженных деятеля науки РФ, 34 заслуженных врача РФ, 2 заслуженных работника здравоохранения РФ, 2 заслуженных работника высшей школы РФ, 2 заслуженных изобретателя РФ, 1 почётный работник высшей школы России, 10 заслуженных деятелей науки Республики Бурятия, 7 заслуженных врачей Республики Бурятия, 1 почётный гражданин Иркутской области, 2 почётных гражданина Иркутска, 10 являются лауреатами государственных, национальных и губернаторских премий.
Практически 50 лет Иркутский медицинский университет готовит специалистов для зарубежных стран. Среди российских медицинских вузов такого признания удостоены всего 7 учреждений высшего профессионального образования. За это время подготовлено существенно более 500 врачей для 25 стран Ближнего и Среднего Востока, Африки, Европы, Латинской Америки. Обучение иностранных студентов в университете проводится по пяти специальностям: лечебное дело, педиатрия, стоматология, медико-профилактическое дело, фармация; после окончания предоставляется возможность прохождения последипломной подготовки по избранной специальности. Диплом Иркутского медицинского университета даёт право на врачебную деятельность в 35 странах мира.

## Список ректоров
- Бушмакин Николай Дмитриевич (1920—1929)
- Ошкадёров Иван Иванович (1930)
- Обервегер Эмиль Альбертович (1930—1931)
- Савченко Николай Иванович (1931—1933)
- Гойзнер Самуил Иосифович (1933—1935)
- Шляхман Александр Львович (1935—1937)
- Романов Константин Иванович (1937—1939)
- Каплун Мануэль Самойлович (1940—1943)
- Кургуз Георгий Исидорович (1943—1946)
- Мыш Дмитрий Владимирович (1946—1951)
- Алкалаев Константин Константинович (1951—1957)
- Никитин Алексей Иванович (1957—1971)
- Рыбалко Михаил Александрович (1971—1985)
- Макаров Александр Калистратович (1985—1990)
- Майборода Аскольд Александрович (1990—2005)
- Малов Игорь Владимирович (февраль 2005 — 2023)
- Щербатых Андрей Викторович (август 2023 - по настоящее время)

## Руководство
- Щербатых Андрей Викторович — ректор, профессор, доктор медицинских наук
- Майборода Аскольд Александрович — почётный ректор, профессор, доктор биологических наук
- Хамнуева Лариса Юрьевна — проректор по учебной работе, доктор медицинских наук, профессор
- Малов Сергей Игоревич  — проректор по научной работе, доцент, доктор медицинских наук
- Калягин Алексей Николаевич — проректор по лечебной работе и последипломному образованию, ответственный за систему качества, профессор, доктор медицинских наук
- Демаков Владимир Иванович -проректор по молодежной политике и воспитательной деятельности, кандидат технических наук, доцент
- Жиров Андрей Аркадьевич - проректор по административно-хозяйственной работе

## Факультеты
Действуют следующие факультеты и институты:
- Стоматологический
- Педиатрический
- Медико-профилактический
- Лечебный
- Фармацевтический
- Институт сестринского образования
- Факультет повышения квалификации и профессиональной переподготовки специалистов

## Специальности
- Высшее образование по специальностям специалитета: "Лечебное дело", "Педиатрия", "Медико-профилактическое дело", "Стоматология", "Фармация", "Медицинская биохимия", "Клиническая психология"; по направлениям подготовки бакалавриата «Сестринское дело», по направлениям подготовки магистратуры «Психология», «Общественное здравоохранение».
- Среднее профессиональное образование по специальностям: «Сестринское дело», «Лабораторная диагностика», "Лечебное дело", "Фармация".
- Подготовки кадров высшей квалификации: аспирантура по 7 направлениям подготовки; ординатура по 73 специальностям.
- Программы дополнительного образования: дополнительное образование детей и взрослых, дополнительное профессиональное образование.
- Программы профессионального обучения: «Санитар», «Младшая медицинская сестра по уходу за больными», «Медицинский регистратор», «Медицинский дезинфектор», «Социальный работник» и др.

## Издания университета
- «Сибирский медицинский журнал» — научно-практический журнал, основан в 1994 году, 8 номеров в год, включён в список научных журналов ВАК для публикации результатов кандидатских диссертаций по медицинским специальностям (с 2007), в предыдущем перечне предназначался для публикации результатов по докторским диссертациям (2002—2006). Главный редактор — проф. А. А. Майборода, заместители главного редактора — проф. А. В. Щербатых, проф. А. Н. Калягин, доц. Ю. В. Зобнин. Члены редакционной коллегии: проф.  проф. А. Д. Ботвинкин, проф. Ю. Н. Быков, проф. Г. М. Гайдаров, проф. Л. П. Игнатьева,летин, проф. И. В. Малов. Редакционный совет: проф. И. П. Артюхов (Красноярск), проф. А. В. Говорин (Чита), проф. С. М. Николаев (Улан-Удэ), к. э. н. С. В. Шойку (Иркутск), проф. В. В. Шпрах (Иркутск).
- «Здоровье детей Сибири» — научно-практический журнал. Главный редактор — проф. Е. С. Филлипов. Члены редакционной коллегии: проф. Т. В. Белоусова, доц. Т. В. Бойко, проф. Г. М. Гайдаров, доц. Г. В. Гвак, доц. Е. С. Голенецкая, проф. Г. И. Губин, проф. В. В. Долгих, проф. Н. Н. Ильина, проф. В. Т. Киклевич, член-корр. РАН, проф. Л. И. Колесникова, член-корр. РАН, проф. В. Т. Манчук, проф. И. В. Малов, проф. В. П. Молочный, проф. Л. М. Огородова, член-корр. РАМН, проф. К. В. Орехов, проф. Е. Е. Прахин, акад. РАН, проф. М. Ф. Савченков. Ответственный секретарь: к. м. н. В. Э. Грекова.
- «Журнал инфекционной патологии» — научно-практический журнал, основан в 1994 году. Главный редактор — проф. И. В. Малов. Заместитель главного редактора: проф. К. А. Аитов. Члены редакционной коллегии: В. М. Коган (ответственный секретарь), В. А. Борисов, Н. И. Владимиров, Р. В. Киборт, В. Т. Киклевич, А. С. Марамович, Е. М. Гринина, Я. Догвадорж, Б. И. Потапов, Е. Д. Савилов, Ю. И. Лысанов, И. А. Шурыгина (ответственный секретарь).
- «Альманах сестринского дела» — научно-практический журнал, основан в 2008 году. Главный редактор — проф. А. Н. Калягин. Члены редакционной коллегии: д. м. н. Т. И. Алексеевская, доц. А.С. Анкудинов, доц. А. В. Воропаев, доц. Е. В. Жукова (ответственный секретарь), доц. Ю. В. Зобнин, О. В. Какаулина, Л. А. Кузьмина, Л. Н. Сергеева, Л. Г. Храмова. Редакционный совет: проф. И. В. Малов, проф. Г. М. Гайдаров, проф. Ю. А. Горяев, проф. А. А. Майборода, проф. И. Ж. Семинский, проф. А. В. Щербатых.
- Газета «Медик» — ежемесячная корпоративная газета. Издаётся с 31 мая 1957 года. Председатель редколлеги — проф. А. А. Майборода, главный редактор — доц. Ю. В. Зобнин. Редакторы — М. А. Сергеева, д. м. н. А. Н. Калягин.

## Преподаватели ИГМУ
Обучение студентов ведётся на 63 кафедрах и курсах. Преподавание осуществляется высокопрофессиональным педагогическим коллективом, в числе которого 100 докторов и 364 кандидатов наук. В состав педагогического коллектива ИГМУ входят 2 академика РАН, 2 член-корреспондента РАН, 60 членов общественных академий, 18 заслуженных врачей, 5 почётных работников высшего образования.